# Anonyx barrowensis
Anonyx barrowensis is een vlokreeftensoort uit de familie van de Uristidae. De wetenschappelijke naam van de soort is voor het eerst geldig gepubliceerd in 1982 door Steele.